# بایلوندو
بایلوندو (به انگلیسی: Bailundo) شهری در استان هوامبو واقع در کشور آنگولا است که در سال ۲۰۰۹ میلادی ۳۲٬۳۳۴ نفر جمعیت داشته است.